# UCI ProSeries 2024
La UCI ProSeries 2024 fue la cuarta edición del calendario ciclista que agrupaba las carreras que habían obtenido la licencia ProSeries, siendo el segundo nivel de competición en el orden de importancia del ciclismo de carretera masculino después del UCI WorldTour. Fue creado en el año 2020 por la Unión Ciclista Internacional.
Se inició el 31 de enero de 2024 en España con la Vuelta a la Comunidad Valenciana y finalizó el 20 de octubre de 2024 con la Clásica del Véneto en Italia. Se disputaron 55 competencias en las categorías 1.Pro (carrera de un día) y 2.Pro (carrera por etapas), otorgando puntos a los primeros clasificados de las etapas y a la clasificación final.

## Equipos
Los equipos que podían participar en las diferentes carreras depende de la categoría de las mismas. Los equipos UCI WorldTeam y UCI ProTeam, tenían cupo limitado para competir de acuerdo al año correspondiente establecido por la UCI, los equipos Continentales y selecciones nacionales no tenían restricciones de participación:

## Calendario
Las siguientes fueron las carreras que componen el calendario UCI ProSeries para la temporada 2024 aprobado por la UCI.

### Enero
| UCI ProSeries 2024 - enero |                                  |       |                 |              |
| Fecha                      | Carrera                          | Clase | Ganador         | Equipo       |
| -------------------------- | -------------------------------- | ----- | --------------- | ------------ |
| 31-4                       | Vuelta a la Comunidad Valenciana | 2.Pro | Brandon McNulty | UAE Emirates |

### Febrero
| UCI ProSeries 2024 - febrero |                            |       |                 |                       |
| Fecha                        | Carrera                    | Clase | Ganador         | Equipo                |
| ---------------------------- | -------------------------- | ----- | --------------- | --------------------- |
| 10                           | Figueira Champions Classic | 1.Pro | Remco Evenepoel | Soudal Quick-Step     |
| 10-14                        | Tour de Omán               | 2.Pro | Adam Yates      | UAE Emirates          |
| 11                           | Clásica de Almería         | 1.Pro | Olav Kooij      | Visma \| Lease a Bike |
| 14-18                        | Vuelta al Algarve          | 2.Pro | Remco Evenepoel | Soudal Quick-Step     |
| 14-18                        | Vuelta a Andalucía         | 2.Pro | Sin ganador     | Sin ganador           |
| 24                           | Faun-Ardèche Classic       | 1.Pro | Juan Ayuso      | UAE Emirates          |
| 25                           | La Drôme Classic           | 1.Pro | Marc Hirschi    | UAE Emirates          |
| 25                           | Kuurne-Bruselas-Kuurne     | 1.Pro | Wout van Aert   | Visma \| Lease a Bike |
| 28                           | Trofeo Laigueglia          | 1.Pro | Lenny Martinez  | Groupama-FDJ          |

### Marzo
| UCI ProSeries 2024 - marzo |                             |       |                 |                       |
| Fecha                      | Carrera                     | Clase | Ganador         | Equipo                |
| -------------------------- | --------------------------- | ----- | --------------- | --------------------- |
| 13                         | Nokere Koerse               | 1.Pro | Tim Merlier     | Soudal Quick-Step     |
| 13                         | Milán-Turín                 | 1.Pro | Alberto Bettiol | EF Education-EasyPost |
| 14                         | Gran Premio de Denain       | 1.Pro | Jannik Steimle  | Q36.5                 |
| 15                         | Bredene Koksijde Classic    | 1.Pro | Luca Mozzato    | Arkéa-B&B Hotels      |
| 30                         | Gran Premio Miguel Induráin | 1.Pro | Brandon McNulty | UAE Emirates          |

### Abril
| UCI ProSeries 2024 - abril |                   |       |                     |                            |
| Fecha                      | Carrera           | Clase | Ganador             | Equipo                     |
| -------------------------- | ----------------- | ----- | ------------------- | -------------------------- |
| 3                          | Scheldeprijs      | 1.Pro | Tim Merlier         | Soudal Quick-Step          |
| 10                         | Flecha Brabanzona | 1.Pro | Benoît Cosnefroy    | Decathlon AG2R La Mondiale |
| 15-19                      | Tour de los Alpes | 2.Pro | Juan Pedro López    | Lidl-Trek                  |
| 21-28                      | Tour de Turquía   | 2.1   | Frank van den Broek | dsm-firmenich PostNL       |

### Mayo
| UCI ProSeries 2024 - mayo |                          |       |                  |                            |
| Fecha                     | Carrera                  | Clase | Ganador          | Equipo                     |
| ------------------------- | ------------------------ | ----- | ---------------- | -------------------------- |
| 4                         | Gran Premio de Morbihan  | 1.Pro | Benoît Cosnefroy | Decathlon AG2R La Mondiale |
| 5                         | Tro Bro Leon             | 1.Pro | Arnaud De Lie    | Lotto Dstny                |
| 8-12                      | Tour de Hungría          | 2.Pro | Thibau Nys       | Lidl-Trek                  |
| 14-19                     | Cuatro Días de Dunkerque | 2.Pro | Sam Bennett      | Decathlon AG2R La Mondiale |
| 23-26                     | Boucles de la Mayenne    | 2.Pro | Alberto Bettiol  | EF Education-EasyPost      |
| 23-26                     | Tour de Noruega          | 2.Pro | Axel Laurance    | Alpecin-Deceuninck         |
| 29                        | Circuito Franco-Belga    | 1.Pro | Biniam Girmay    | Intermarché-Wanty          |

### Junio
| UCI ProSeries 2024 - junio |                          |       |                   |                    |
| Fecha                      | Carrera                  | Clase | Ganador           | Equipo             |
| -------------------------- | ------------------------ | ----- | ----------------- | ------------------ |
| 2                          | Brussels Cycling Classic | 1.Pro | Jonas Abrahamsen  | Uno-X Mobility     |
| 8                          | Dwars door het Hageland  | 1.Pro | Gianni Vermeersch | Alpecin-Deceuninck |
| 12-16                      | Vuelta a Bélgica         | 2.Pro | Søren Wærenskjold | Uno-X Mobility     |
| 12-16                      | Tour de Eslovenia        | 2.Pro | Giovanni Aleotti  | Bora-Hansgrohe     |

### Julio
| UCI ProSeries 2024 - julio |                        |       |                  |                        |
| Fecha                      | Carrera                | Clase | Ganador          | Equipo                 |
| -------------------------- | ---------------------- | ----- | ---------------- | ---------------------- |
| 7-14                       | Vuelta al Lago Qinghai | 2.Pro | Jefferson Cepeda | Caja Rural-Seguros RGA |
| 22-26                      | Tour de Valonia        | 2.Pro | Matteo Trentin   | Tudor                  |

### Agosto
| UCI ProSeries 2024 - agosto |                        |       |               |                       |
| Fecha                       | Carrera                | Clase | Ganador       | Equipo                |
| --------------------------- | ---------------------- | ----- | ------------- | --------------------- |
| 4-7                         | Arctic Race de Noruega | 2.Pro | Magnus Cort   | Uno-X Mobility        |
| 5-9                         | Vuelta a Burgos        | 2.Pro | Sepp Kuss     | Visma \| Lease a Bike |
| 14-18                       | Vuelta a Dinamarca     | 2.Pro | Arnaud De Lie | Lotto Dstny           |
| 21-25                       | Vuelta a Alemania      | 2.Pro | Mads Pedersen | Lidl-Trek             |
| 27-31                       | Tour de Hainan         | 2.Pro | Aaron Gate    | Burgos-BH             |

### Septiembre
| UCI ProSeries 2024 - septiembre |                                              |       |                   |                         |
| Fecha                           | Carrera                                      | Clase | Ganador           | Equipo                  |
| ------------------------------- | -------------------------------------------- | ----- | ----------------- | ----------------------- |
| 3-8                             | Vuelta a Gran Bretaña                        | 2.Pro | Stephen Williams  | Israel-Premier Tech     |
| 8                               | Gran Premio Industria y Artigianato-Larciano | 1.Pro | Marc Hirschi      | UAE Emirates            |
| 8                               | Gran Premio de Fourmies                      | 1.Pro | Arvid de Kleijn   | Tudor                   |
| 12                              | Coppa Sabatini                               | 1.Pro | Marc Hirschi      | UAE Emirates            |
| 18                              | Gran Premio de Valonia                       | 1.Pro | Roger Adrià       | Red Bull-BORA-hansgrohe |
| 18-22                           | Tour de Luxemburgo                           | 2.Pro | Antonio Tiberi    | Bahrain Victorious      |
| 21                              | Clásica Súper 8                              | 1.Pro | Filippo Baroncini | UAE Emirates            |
| 29-6                            | Tour de Langkawi                             | 2.Pro | Max Poole         | dsm-firmenich PostNL    |

### Octubre
| UCI ProSeries 2024 - octubre |                       |       |                    |                       |
| Fecha                        | Carrera               | Clase | Ganador            | Equipo                |
| ---------------------------- | --------------------- | ----- | ------------------ | --------------------- |
| 3                            | Giro de Münsterland   | 1.Pro | Jasper Philipsen   | Alpecin-Deceuninck    |
| 5                            | Giro de Emilia        | 1.Pro | Tadej Pogačar      | UAE Emirates          |
| 6                            | París-Tours           | 1.Pro | Christophe Laporte | Visma \| Lease a Bike |
| 7                            | Coppa Bernocchi       | 1.Pro | Stan Van Tricht    | Alpecin-Deceuninck    |
| 8                            | Tres Valles Varesinos | 1.Pro | Cancelada          | Cancelada             |
| 9-13                         | Tour del Lago Taihu   | 2.Pro | Jelte Krijnsen     | Parkhotel Valkenburg  |
| 10                           | Giro del Piemonte     | 1.Pro | Neilson Powless    | EF Education-EasyPost |
| 16                           | Giro del Veneto       | 1.Pro | Corbin Strong      | Israel-Premier Tech   |
| 20                           | Japan Cup             | 1.Pro | Neilson Powless    | EF Education-EasyPost |
| 20                           | Clásica del Véneto    | 1.Pro | Magnus Cort        | Uno-X Mobility        |